# ژاو یونلی
ژاو یونلی (انگلیسی: Zhao Yunlei؛ زادهٔ ۲۵ اوت ۱۹۸۶) یک بدمینتون‌باز اهل جمهوری خلق چین است. وی در رشته بدمینتون در بازی‌های المپیک تابستانی ۲۰۱۶ به مدال برنز رسید.